# 颞下沟
颞下沟（英語：Inferior temporal sulcus）是大脑颞叶的一个脑沟，位于颞叶下部，向后延伸至顶叶。结构上， 颞下沟分隔了颞下回和颞中回。
命名上，也有将颞下沟称为“颞中沟（middle temporal sulcus）”，在此种命名法中，枕颞沟则被称为“颞下沟”（如右图示）。

## 临床
在治疗部分癫痫患者时，可从颞下沟处进行微创型的杏仁核海马切除术。